# Елвін Мандрівник
Елвін Мандрівник, або Елвін Джорнімен (англ. Alvin Journeyman) — альтернативно-історичний фентезійний роман американського письменника Орсона Скотта Карда. Це четверта книга в серії «Казки Елвіна Макера» Карда про Елвіна Міллера, сьомого сина сьомого сина. Елвін Мандрівник отримав премію «Локус» за найкращий фентезійний роман у 1996 році.

## Стислий зміст сюжету
Елвін — творець, і він може створити нове майбутнє для Америки. Але для цього він повинен перемогти свого давнього ворога, Руйнівник, чиї жорстокі нашіптування і смертоносні змови загрожують життю Елвіна на кожному кроці.
Тепер уже дорослий чоловік і коваль-початківець, Елвін повернувся до своєї сім'ї та друзів у містечко Вігор-Черч, щоб розділити їхню ізоляцію, працювати ковалем і намагатися навчити будь-кого, хто захоче навчитися бути Творцем. Елвін має бачення міста, яке він побудує, і він знає, що не зможе побудувати його самотужки.
Однак, на Елвіні Руйнівник ще не закінчив. Якщо дух руйнування не може зупинити його магією чи війною та спустошенням, він спробує розчавити юного Творця простішими засобами: більш людяними. Брехнею та інсинуаціями, фальшивими звинуваченнями Елвіна виганяють з рідного дому назад до річки Гатрак, щоби він дізнався, що Творець був там до нього і тепер має постати перед судом за своє життя. Проти нього на суді виступає Данієль Вебстер.
Тим часом брат Елвіна, Келвін, почав розвивати свої власні навички, які він вважає рівними Елвіновим. Коли Елвін повернувся до церкви «Бадьорість», він побачив, що Келвін виконував усю роботу, яку виконував Елвін до свого навчання. Коли Елвін почав навчати, як бути Творцем, Келвін обурився, що з ним так поводяться, і вирішив навчитися бути Творцем самостійно, але будь-якими способами, які він вважатиме за потрібне. Він знаходить шлях до Великої Британії, а потім до імператора Наполеона, який перебуває в Парижі, щоб лікувати його від подагри. Щодня зцілюючи біль Наполеона, Кальвін витрачає кілька годин на день, навчаючись правити. Кельвін знаходить друга в Парижі; їде з ним до Америки; і залишає Наполеона, який зцілився від того, щоб більше ніколи не відчувати болю.

## Інтертекстуальність
Пісня, яку Елвін склав під час перебування у в'язниці річки Гатрак, містить посилання на трилогію Толкіна «Володар перснів».